# Стадникова Софія Андріївна
Софі́я Андрі́ївна Ста́дникова (13 вересня 1886, Тернопіль — 21 вересня 1959, Львів) — українська акторка і співачка (сопрано). Дочка Андрія і Елеонори Стечинських. Дружина Йосипа Стадника і мати Стефанії Стадниківни та Яреми Стадника.

## Життєпис
Народилася в сім'ї українських артистів Андрія і Елеонори Стечинських. 
Вокальну освіту здобула у Флям-Помінського у Львові і О. Муравйової в Києві (1915, школа імені М. Лисенка).
У 1901—1913 роках виступала в Руському народному театрі товариства «Руська Бесіда» у Львові, у 1915—1918 роках — у Театрі Миколи Садовського в Києві, пізніше в різних мандрівних театральних трупах, очолюваних Йосипом Стадником.
У 1939—1941 роках працювала у Державному театрі ім. Л. Українки у Львові, 1941—1944 роках — у Львівському оперному театрі, згодом у театрах Дрогобича і Львова. 1946 року залишила сцену.

## Творчість, репертуар
С. Стадникова виступала в ролях героїнь:
- Маруся Богуславка (однойменна драма М. Старицького),
- Анна («Украдене щастя» І. Франка),
- Харитина, Соня («Наймичка», «Хазяїн» І. Карпенка-Карого),
- Поля, Наташа («Міщани», «На дні» М. Горького),
- Рита («Чорна пантера…» В. Винниченка),
- Мавка («Лісова пісня» Л. Українки) та ін.

З успіхом грала в комедіях:
- Мірандоліна (однойменна комедія К. Ґольдоні),
- Сільвета («Романтичні» Е. Ростана),
- Аделіна («Шалапут» К. Ілінського) й ін.

У 1940-х роках перейшла на характерні ролі:
- Марія Тарасівна («Платон Кречет» О. Корнійчука),
- Пошльопкіна («Ревізор» М. Гоголя).

Співала головні партії в операх:
- М. Аркаса («Катерина»),
- Д. Січинського («Роксоляна»),
- С. Монюшка («Галька»).

Виконувала ролі:
- Наталки («Наталка Полтавка» М. Лисенка),
- Одарки («Запорожець за Дунаєм» С. Гулака-Артемовського),
- Маргарити у «Фаусті» Ш. Ґуно.

Також була відома як концертова співачка.